# The Cleric Quintet
The Cleric Quintet è una serie di cinque romanzi ambientati nell'ambientazione fantasy dei Forgotten Realms del gioco di ruolo Dungeons & Dragons. Sono stati scritti da R. A. Salvatore e seguono la storia di Cadderly Bonaduce, un chierico-studioso, nel tentativo di fermare la "Chaos Curse" scatenata sul mondo.
I personaggi ricorrenti della serie sono Danica Maupoissant, i fratelli nani Ivan and Pikel Bouldershoulder e Shayleigh, una ragazza elfa della foresta di Shilmista.

## Genesi
Dopo aver scritto sei libri dedicati a Drizzt, Salvatore decise di dedicarsi a un nuovo personaggio e discutendo con Eric Severson (il suo curatore editoriale) Mary Kirchoff (curatore esecutivo della TSR) concordò inizialmente una saga in cinque libri. Inizialmente il personaggio principale avrebbe dovuto essere un monaco proveniente da un monastero situato nelle Bloodstone Lands, ma l'idea fu rifiutata poiché era imminente la pubblicazione della seconda edizione di Dungeons & Dragons, dalla quale la classe del monaco sarebbe stata tolta. Mary Kirchoff suggerì come personaggio principale e Salvatore dopo un'iniziale resistenza, concepì l'idea di un viaggio spirituale per il suo eroe, che inizialmente avrebbe considerato la sua religione solo come uno stile di vita, ma gradualmente sarebbe diventato più legato al suo dio, Deneir.

## Opere
La serie è composta dalle seguenti opere, tutte pubblicate in originale dalla TSR e in lingua italiana dalla Armenia Editore
- Il cantico (Canticle, ottobre 1991), 2003, traduzione di Nicoletta Spagnol, ISBN 88-8113-195-1
- Le ombre della foresta (In Sylvan Shadows, aprile 1992), 2003, traduzione di Nicoletta Spagnol, ISBN 88-8113-225-7
- Le maschere della notte (Night Masks, agosto 1992), 2003, traduzione di Nicoletta Spagnol, ISBN 88-8113-250-8
- La fortezza caduta (The Fallen Fortress, giugno 1993), 2004, traduzione di Nicoletta Spagnol, ISBN 88-8113-260-5
- La maledizione del caos (The Chaos Curse, giugno 1994), traduzione di Roberto Sogo, ISBN 88-8113-275-3